# Cinachyrella australiensis
Cinachyrella australiensis är en svampdjursart som först beskrevs av Carter 1886.  Cinachyrella australiensis ingår i släktet Cinachyrella och familjen Tetillidae. Inga underarter finns listade i Catalogue of Life.